# Carl Zumwinkel

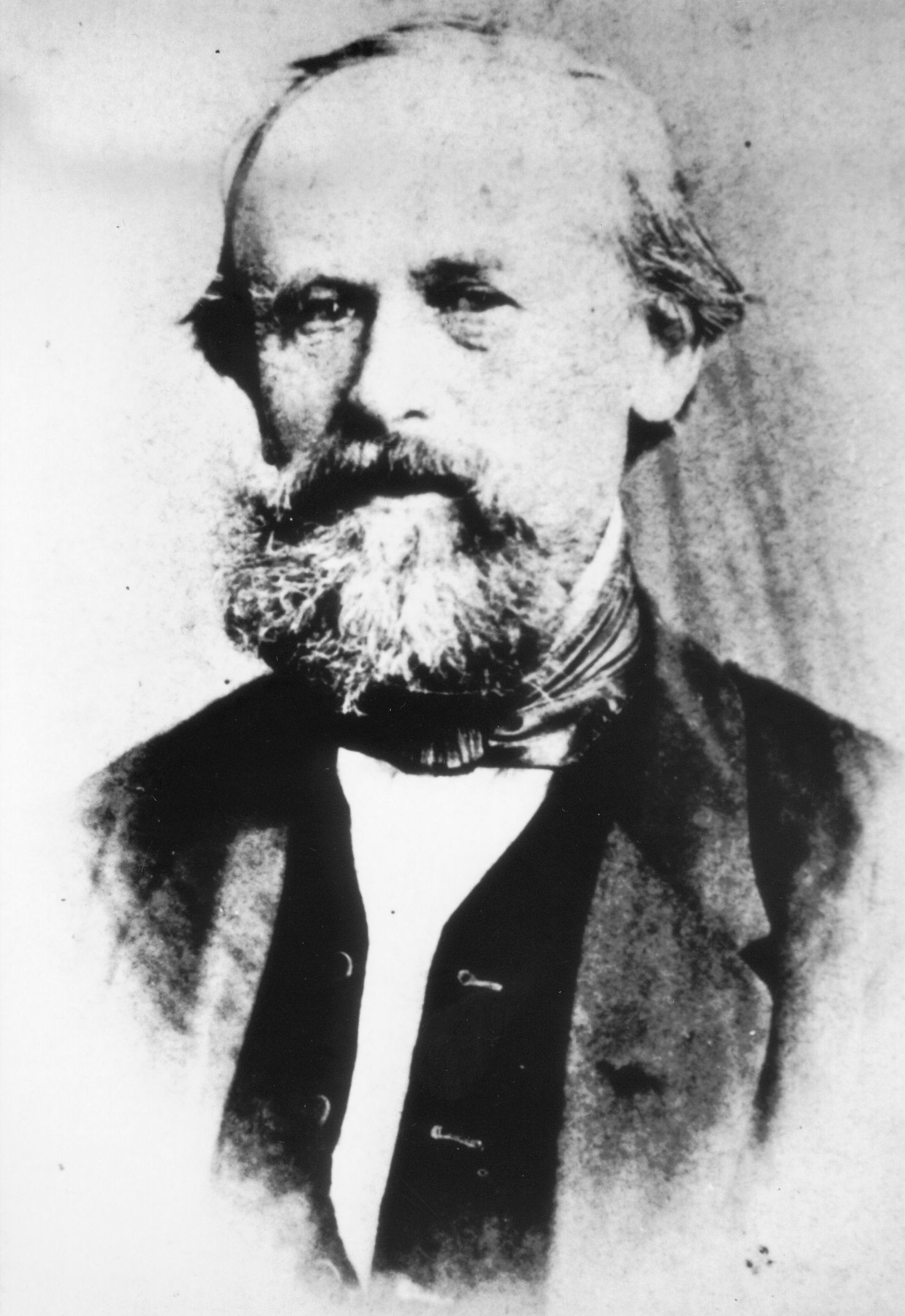
Carl Zumwinkel

Carl-Heinrich Zumwinkel (alternative Schreibweise zum Winkel; * 5. Mai 1821 in Gütersloh; † 30. Mai 1913 ebenda) war ein deutscher Arzt, der 1900 zum Ehrenbürger seiner Heimatstadt Gütersloh ernannt wurde.
Zumwinkel wuchs in bescheidenen Verhältnissen auf und sollte nach dem Willen seiner Eltern das Bäckerhandwerk erlernen. Stattdessen arbeitete er als Assistent bei einem Herforder Bader und Barbier, der – wie bei diesen Berufen durchaus üblich – auch als Handwerkschirurg tätig war. Zumwinkel ging auf Wanderschaft und vertiefte seine chirurgischen Kenntnisse auf dem Anatomischen Seminar zu Hamburg. Von 1846 bis 1847 arbeitete er als Schiffsarzt.
Eine wegen Ärztemangel erlassene Neuregelung der Ausbildung von Heilgehilfen und Ärzten in Preußen ermöglichte Zumwinkel eine Ausbildung an der Universität Greifswald. Am 30. August 1850 bestand er die Staatsprüfung als Wundheiler, Geburtshelfer und praktischer Arzt, woraufhin er in der Gütersloher Bauerschaft Sundern eine Praxis eröffnete. Am 24. Oktober 1854 heiratete Zumwinkel Anna Bertelsmann, die Tochter des Verlegers Carl Bertelsmann.
Besondere Verdienste erwarb sich Zumwinkel während des Deutschen Krieges 1866 und des Deutsch-Französischen Krieges 1870/71, als er verwundete Soldaten, die nach Gütersloh verlegt worden waren, medizinisch versorgte und betreute. Für sein Engagement erhielt er die Kriegsdenkmünze für Nicht-Kombattanten und wurde zum Kreiswundarzt ernannt. 1899 verlieh man ihm die Rote Kreuz-Medaille 3. Klasse. Zu seinem 50-jährigen Berufsjubiläum am 12. August 1900 verlieh ihm die Stadt Gütersloh dafür die Ehrenbürgerschaft, zugleich wurde er zum Sanitätsrat ernannt. 1910 verlieh man ihm den Roten Adlerorden 4. Klasse. Unweit des Städtischen Klinikums wurde der „Carl-Zumwinkel-Weg“ nach ihm benannt.
Auf der Grabinschrift ist sein Name in der Schreibweise „Carl-Heinrich zum Winkel“ angegeben.